# Agathia hainanensis
Agathia hainanensis är en fjärilsart som beskrevs av Louis Beethoven Prout 1916. Agathia hainanensis ingår i släktet Agathia och familjen mätare. Inga underarter finns listade i Catalogue of Life.